# Frederick Lewis Lewton
Frederick Lewis Lewton (1874-1959) fue un botánico estadounidense.

## Algunas publicaciones
- 1910. Cienfuegosia drummondii, a rare Texas plant. 3 pp.
- 1912. The cotton of the Hopi Indians: a new species of Gossypium, with five plates. Volumen 60, N.º 6 de Smithsonian miscellaneous collections. 12 pp.
- 1912. Rubelzul cotton: a new species of Gossypium from Guatemala, with two plates.

Volumen 60, N.º 4 de Smithsonian miscellaneous collections. 2 pp.
- 1912. Kokia: a new genus of Hawaiian trees. Volumen 60, N.º 5 de Smithsonian miscellaneous collections. 4 pp.
- 1936. Samuel Slater and the oldest cotton machinery in America. 12 pp.
- 1950. Notes on some wild flowers of Central Florida. Ed. Florida Naturalist. 5 pp.

### Libros
- 1915. The Australian Fugosias. Ed. Washington Academy of the Sciences. 309 pp.
- wilhelm olbers Focke, frederick lewis Lewton, e.h. Lewton. 1920. History of plant hybrids. 416 pp.
- 1925. The value of certain anatomical characters in classifying the Hibisceae. 172 pp.
- 1930. The servant in the house: a brief history of the sewing machine. Reporte Anual del Board of Regents of the Smithsonian Institution. 15 pp.
- 1930. Armouria: a new genus of malvaceous trees from Haiti. 64 pp.
- 1938. Historical notes on the cotton gin. Volumen 3478 de Publication (Smithsonian Institution). 15 pp.

- La abreviatura «Lewton» se emplea para indicar a Frederick Lewis Lewton como autoridad en la descripción y clasificación científica de los vegetales.[1]